# Паленіс колючий
Паленіс колючий блідниця колюча (Pallenis spinosa (L.) Cass.) — вид квіткових рослин родини айстрові (Asteraceae). Видова назва від лат. spinosa — «колючий», стосується колючих приквіток, які оточують квіти.

## Опис
Повстяна однорічна рослина. Стебла до 80 см. Довгасті або еліптичні, цілі або дрібно зубчасті чергові листки. Самотні суцвіття зростають у верхній частині гілок. Золотисто-жовті або лимонно-жовті квіти. Сім'янки 2–3 мм. Цвітіння і плодоношення (березень) квітня по (серпень).

## Поширення
Північна Африка, Західна Азія, Кавказ, Південна Європа (в тому числі Україна, Крим). Виростає на сухих вапнякових скелях, гірських коридорах.

## Галерея

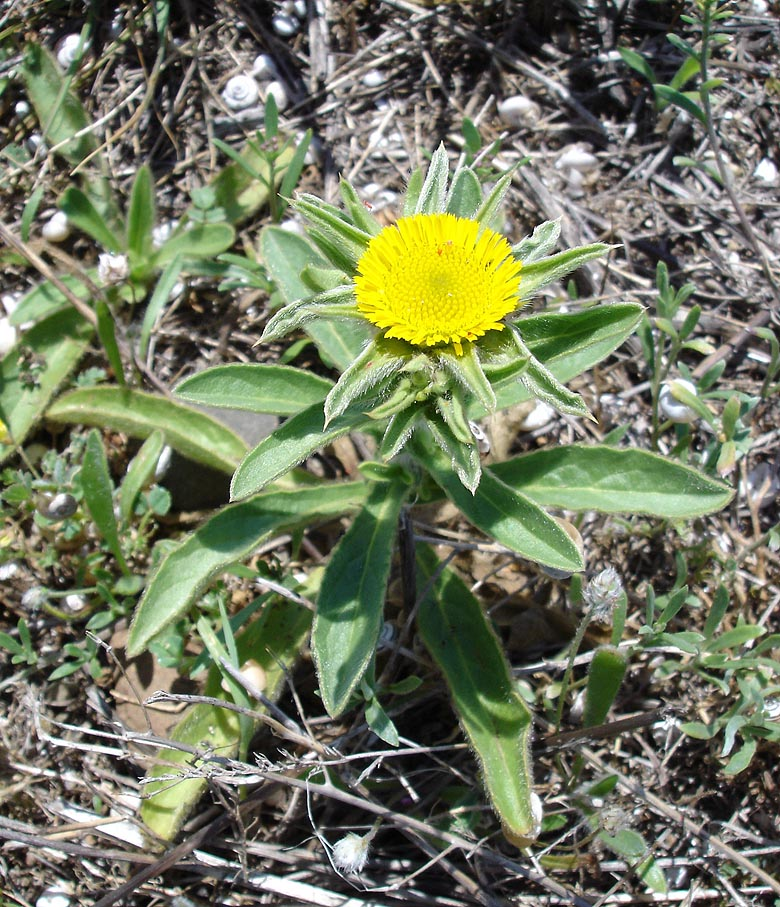
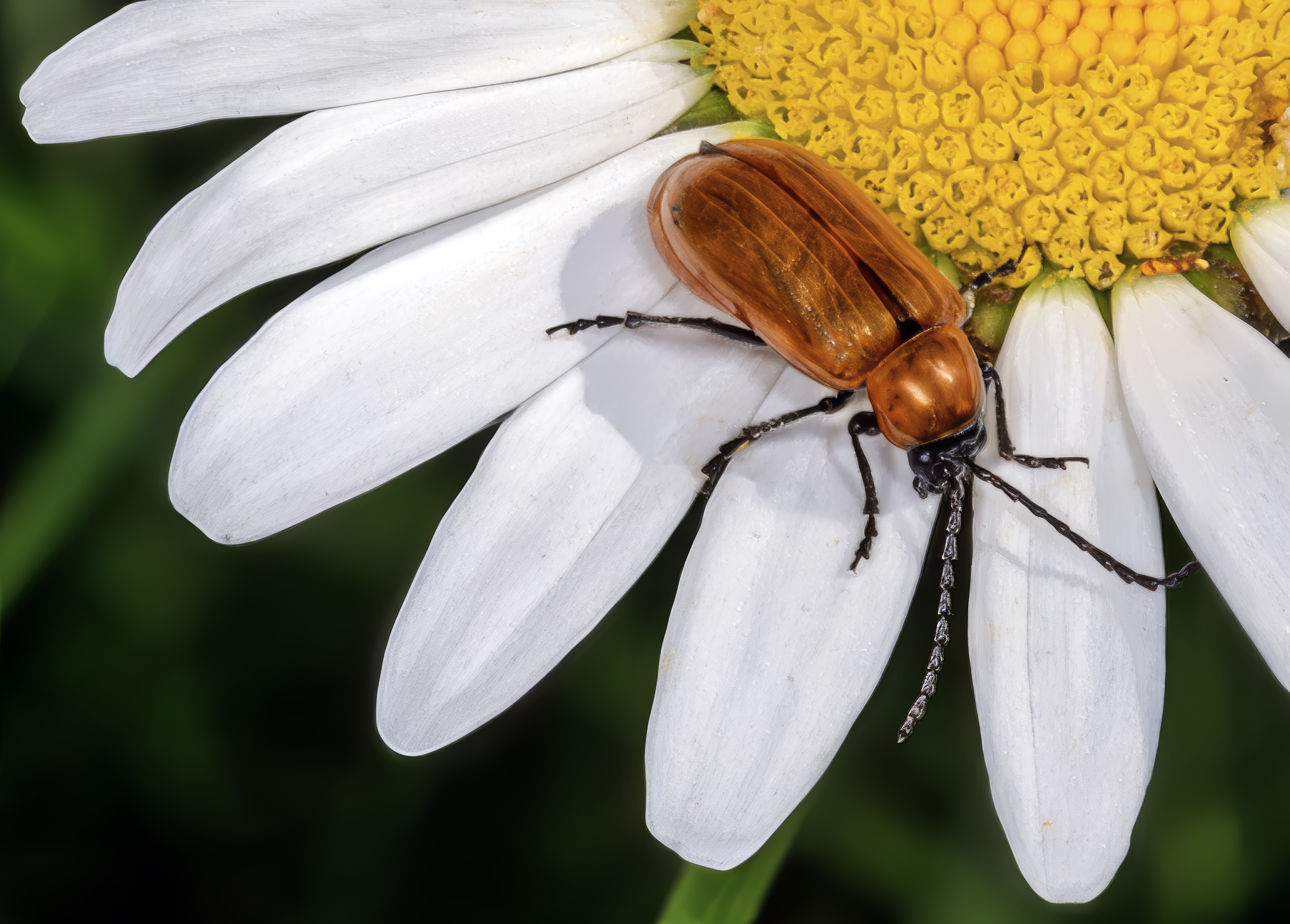
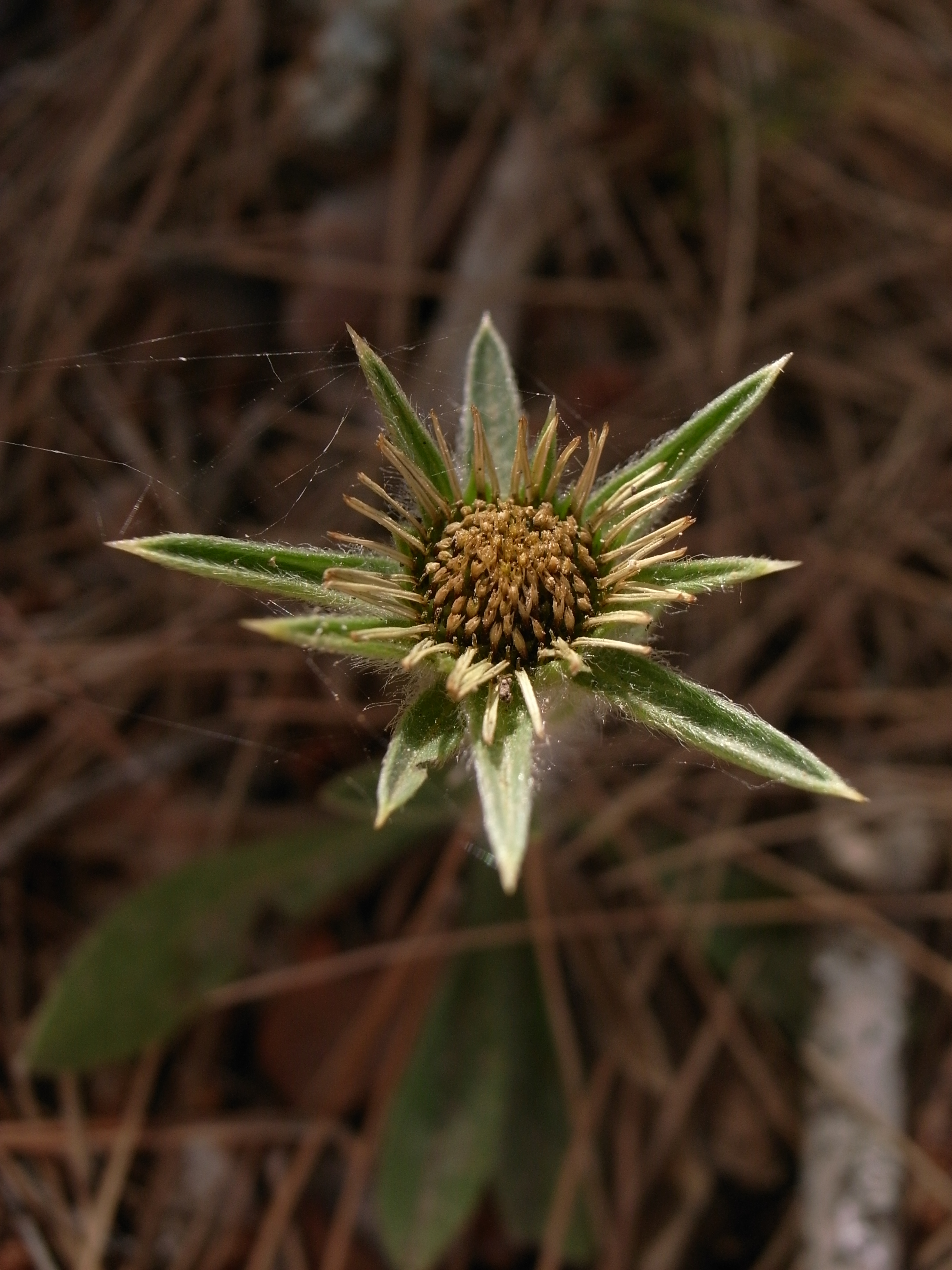
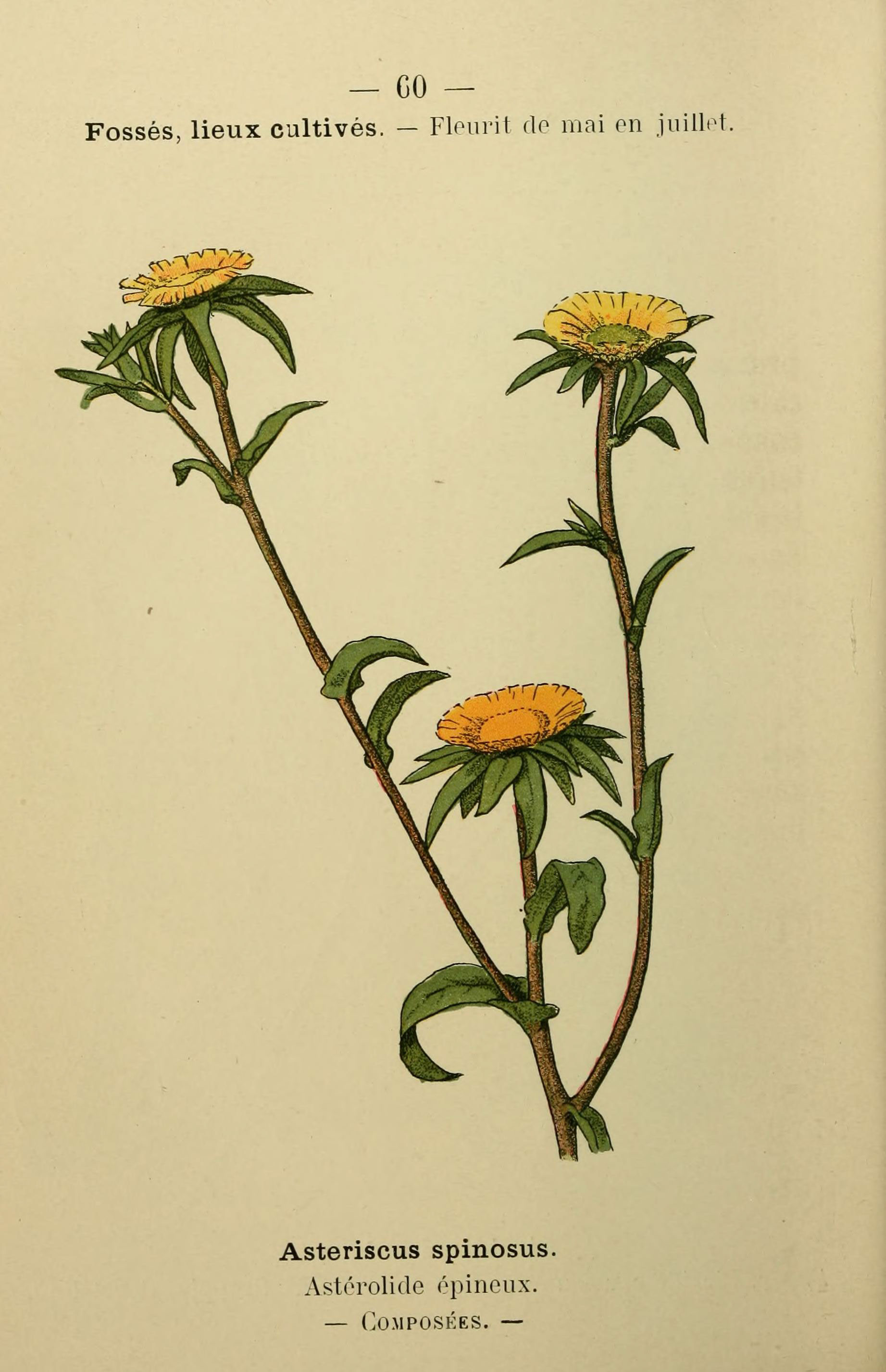
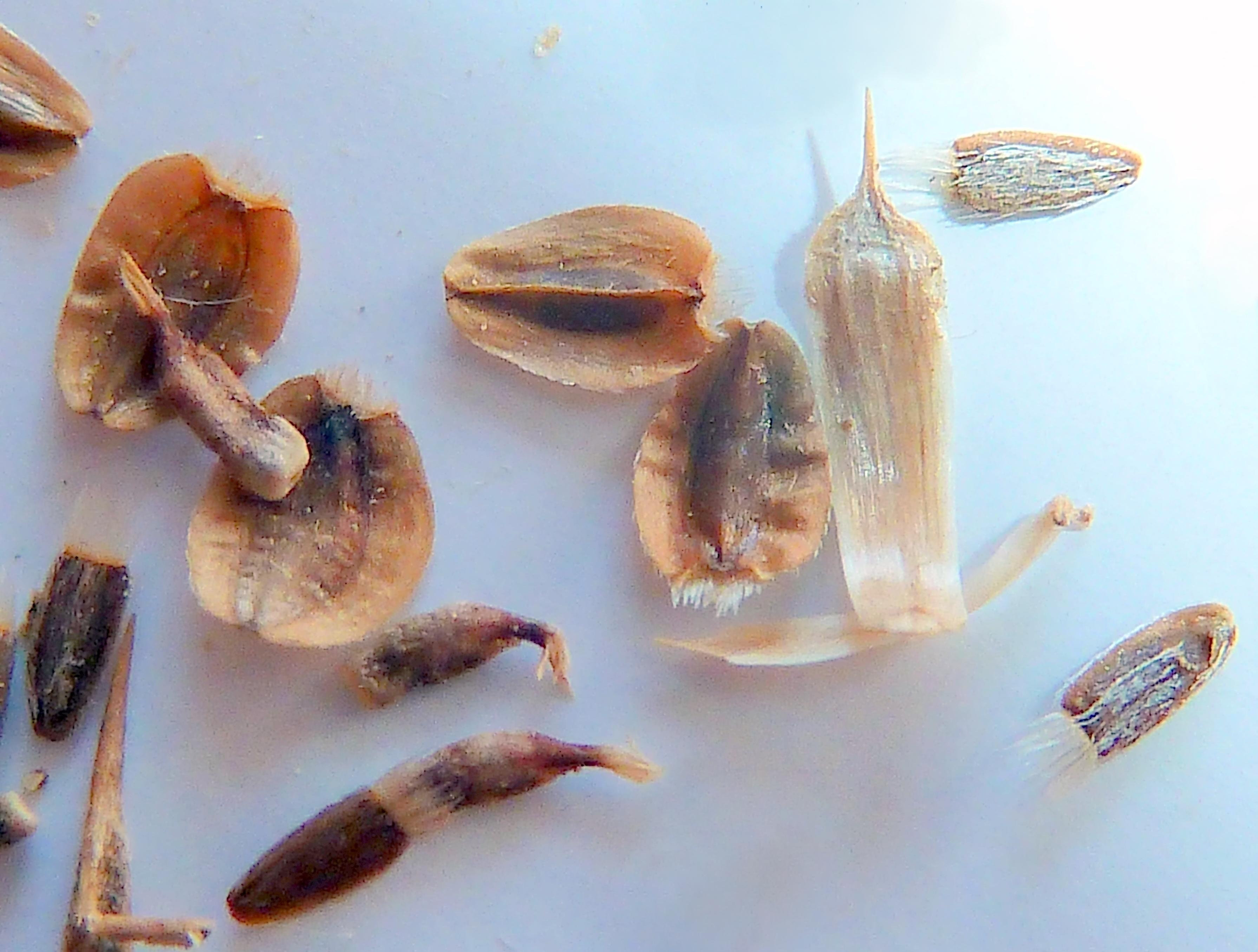